# Tor Tre Ponti
Tor Tre Ponti è una frazione della città di Latina, nell'omonima provincia del Lazio. È un piccolo sobborgo situato a circa 5 chilometri dal centro della città sulla via Appia.
Vi è situata una chiesa settecentesca. Il nome della frazione è dovuto al ponte costruito in epoca romana, ancora visibile laddove la via Appia attraversa il fiume Ninfa. Si tratta di un basso ponte a tre arcate e da una torre sovrastante, quest'ultima scomparsa.

## Storia

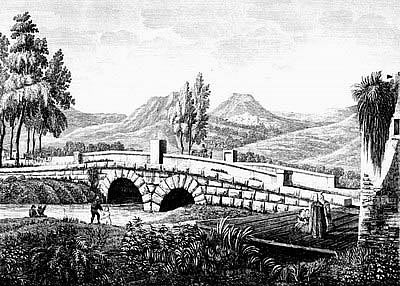
Luigi Rossini, Veduta di Tor Tre Ponti ossia ponte antico di Trajano (incisione, 1839)

Il toponimo Tripontium è di antica origine e compare già in alcune lapidi che ricordano le prime opere di bonificazione eseguite lungo la via Appia sotto il regno di Teodorico.
Nella zona era presente un ponte a tre arcate (da cui il nome della località) ricostruito dall'imperatore Nerva e completato da Traiano. Durante il Medioevo, nei pressi del ponte venne costruita una torre (anch'essa rimasta nel toponimo) da parte della comunità di Ninfa per motivi difensivi e di avvistamento.
Nel 1777 papa Pio VI iniziò la bonifica dell'Agro Pontino e nel 1780 vennero demoliti i ruderi dell'antica torre medievale. Nel 1784 venne attivato il servizio postale pontificio e venne qui localizzata la settima stazione del servizio postale (cursus publicus) proveniente da Roma. Nel 1790 si diede inizio alla costruzione della chiesa convenutale e di una caserma.
Durante l'epoca napoleonica il convento venne utilizzato come guarnigione militare e solo nel 1831 avvenne il ripristino dei luoghi di culto, restaurati poi nel 1934 in piena epoca fascista.
Il 15 febbraio 2012 il centro è stato epicentro del terremoto di 3.4 gradi di scala Richter che ha colpito l'Agro Pontino, senza arrecare danni a persone o cose.

## Monumenti e luoghi d'interesse

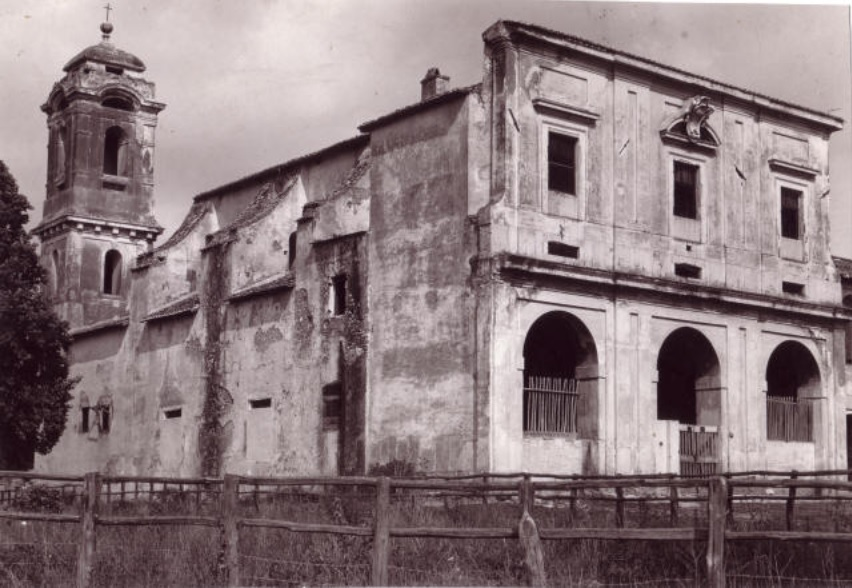
Chiesa di San Paolo prima del 1934

La chiesa di San Paolo apostolo fu realizzata in ricordo del passaggio dell'apostolo Paolo su progetto dell'ingegnere Gaetano Rappini, su commissione di papa Pio VI il quale diede l'inizio ai lavori di costruzione durante la visita pastorale del 9 maggio 1790, benedicendo la prima pietra. In realtà le fonti non nominano Tripontium tra le località di sosta dell'Apostolo Paolo, bensì Tres Tabernae (Tre Taverne), situata 9 km più a nord-ovest ma non ancora correttamente individuata nel 1700, e quindi alla base del fraintendimento di Rappini. Tripontium si trovava tuttavia sul tracciato dell'Appia e quindi è praticamente certo che l'Apostolo Paolo vi dovette transitare, anche se ciò non viene attestato, sebbene è dubbio che in tale epoca vi fosse alcun villaggio o insediamento. Restaurata nel 1831 da papa Gregorio XIV, la chiesa si presenta con una pianta a croce latina e una facciata con un transetto a cupola e dal caratteristico campanile, e contiene il più antico altare della chiesa di San Francesco di Cisterna.

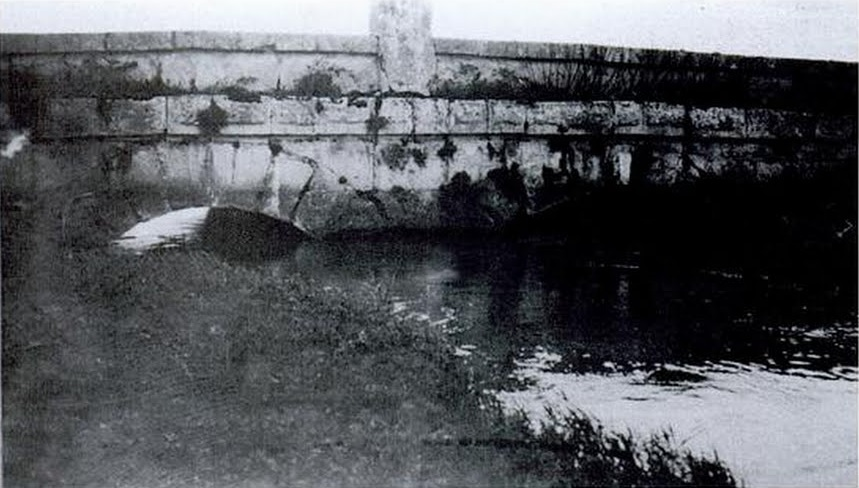
Il ponte fotografato da Thomas Ashby nel 1903

A fianco della chiesa e del palazzo delle poste pontificie vi è il ponte del Ninfa-Sisto, chiamato anche ponte di Traiano, che attraversa il canale Ninfa nel punto esatto nel quale questo termina convenzionalmente perdendo la propria denominazione e dando origine ai canali Sisto e Linea Pio VII.
Il ponte è realizzato in pietra calcarea ed è lungo 42,2 metri e largo 12,75 metri. Il ponte è costituito da due arcate ribassate con luce di 5,50 metri e da un chiavicotto laterale (il "terzo" ponte) riscoperto soltanto nel 1932 durante i lavori di bonifica integrale. Nel parapetto sono incastonate due lapidi alte 2 metri per 90 cm con l'iscrizione "CIL X 6819 Imp. Caesar. Divi. Nervae F. Nerva Traianus Germanicus Pontifex Maximus Triburnicia Potestae. III. Cos. III Pater Patriae refecit". Nel 1819 il pittore inglese William Turner realizzò alcuni schizzi (esposti al Tate Modern di Londra) del ponte e dei monti Lepini visti da Tor Tre Ponti durante il suo viaggio verso Napoli. Nel 1903 il ponte venne studiato e fotografato dall'archeologo britannico Thomas Ashby.
Il complesso monumentale di Tor Tre Ponti, aperto nel 2012, è uno spazio espositivo sulla cultura pontina.